# Leratiomyces ceres
Leratiomyces ceres es una especie de hongo del orden Agaricales o hongos de sombrero, de distribución cosmopolita. Es conocido como "Hongo cabeza roja". 

## Características
Leratiomyces ceres es un hongo con sombrero de color rojo anaranjado de 2 a 5 cm de ancho y escasas escamas blancas en el borde. La forma del sombrero es inicialmente hemisférica, luego curvada y aplanada con una joroba. El tallo es delgado, de hasta 10 cm de largo y 1 cm de ancho, de color blanquecino a amarillento sin anillo; sólo los ejemplares jóvenes pueden tener un cinturón de velo fugaz; La parte inferior del tallo es fibrosa y escamosa; en los ejemplares más viejos el tallo se vuelve de color marrón anaranjado. Las laminillas jóvenes de color amarillo blanquecino y luego marrón oliva están abultadas y adheridas al tallo. El polvo de esporas es de color marrón rojizo.

## Ecología
Leratiomyces ceres es un descomponedor de madera saprobiótico que crece en madera enterrada, astillas de madera y sustratos similares en bosques caducifolios y mixtos, arboledas, jardines y parques. Sus cuerpos fructíferos aparecen en Europa Central y en Argentina aproximadamente entre septiembre y noviembre.

## Sistemática
Leratiomyces ceres  anteriormente formaba parte del género Stropharia, pero fue transferido al género Leratiomyces debido a estudios genéticos.

## Distribución
Leratiomyces ceres es una especie europea originaria de España, las Islas Baleares, Córcega e Italia, Francia y los Países Bajos, hasta Gran Bretaña. Actualmente tiene una distribución cosmopolita, habiéndose extendido por el sur de África, América del Sur, América del Norte, Australia e India.